# 이재각
의양군 이재각(義陽君 李載覺, 1874년 음력 2월 18일 ~ 1935년 양력 5월 11일)은 조선 후기의 문신이자 왕족으로, 장조의 3남 은전군의 증손이며, 일제강점기에 조선귀족 작위를 받았다. 장조(사도세자)의 현손으로 장조가 사도세자에서 왕으로 추존되면서 왕족에 편입되어 의양도정의 작위를 받았고, 뒤에 정1품으로 승진하면서 군으로 진봉되었다. 한성 출신.
그는 한국인 최초로 나이아가라 폭포를 방문하였다. 영국의 군주 에드워드 7세의 즉위를 축하하는 사절단에 선발되어 영국을 방문했다가, 영국 왕실의 배려로 나이아가라 폭포를 관람하였다. 대한적십자사의 초대, 제3대 총재였다.

## 생애

### 초기 활동
조선 후기의 왕족으로 본관은 전주, 휘는 재각(載覺), 자는 윤명(允明)이다. 장조의 3남 은전군의 증손이며, 대한제국 고종과 같은 항렬의 왕족이다. 아버지는 완평군 이승응(完平君 李昇應)이다. 할아버지 풍계군은 은언군의 둘째 아들이자 전계대원군의 이복 형이었으나, 후사 없이 사망한 이복 작은 아버지 은전군의 양자로 입양되었다. 아버지 이승응 역시 선조의 서자 경창군의 7대손으로 왕위 계승권의 범위에서 멀었으나, 풍계군의 양자로 들어오면서 고종의 4촌 뻘이 되었다.
이재각은 완평군의 3남으로 1874년(고종 11) 음 2월 18일생으로 탄생하였다. 1873년생 설도 있다. 1891년(고종 28) 증광시(增廣試) 진사(進士)에 급제하고, 1892년(고종 29) 문과 별시(文科別試)에 병과(丙科) 42위로 급제하여 비서원랑(祕書院郞)을 거쳐 1895년(고종 32) 10월 15일 종척 집사(宗戚執事)로 임명되었다.
1898년(광무 2) 4월 12일 경효전(景孝殿)의 전작례(奠酌禮)와 작헌례(酌獻禮) 때 대축(大祝)으로 봉무하였다.

### 대한제국기 활동

#### 광무 시절
1899년(광무 3) 8월 4일 일본의 친왕(親王)이 오늘 국경에 도착한다고 하니 동궁(東宮)에서 시강원 부첨사(侍講院副詹事) 이재각(李載覺)을 보내어 노문(勞問)하게 하였다. 이해 9월 21일 의양도정(義陽都正)에 봉해졌고 이해 11월 17일 특별히 가자(加資)하고 의양군(義陽君)에 봉해지고, 이해 11월 28일 궁내부 특진관(宮內府特進官)에 제수하였다.
1901년(광무 5) 3월 29일 명헌태후궁 대부에 임용하고 칙임관 4등에 서임하고, 이해 6월 6일 궁내부 특진관(宮內府特進官)에 임용하고 칙임관(勅任官) 4등에 서임(敍任)하였다.
1902년(광무 6) 1월 30일 특명영국대사에 임명되어 영국의 에드워드 7세 즉위를 축하하기 위해 특명부영대사 수원 정삼품 이종응(李鍾應), 예식원 번역과장 고희경(高羲敬), 참리관 김조현(金祚鉉) 사절단을 이끌고 영국 런던을 방문하고 캐나다 벤쿠버를 거쳐서 귀국하였다.
에드워드 7세의 즉위 축하 참석차 영국으로 가던 중 1902년 4월 17일 한양을 출발하여 5월 14일 캐나다 벤쿠버에 도착하였다. 특명영국대사로 신임 영국 국왕 에드워드 7세의 즉위식 축하사절 겸 대관식 참석 중 영국 왕실의 배려로 나이아가라 폭포를 관광하게 되었다. 5월 14일 벤쿠버에서 열차에 탑승하여 5월 20일 토론토에 도착, 나이아가라 폭포를 관람했다. 나이아가라 폭포를 보고 놀란 일행 중 이종응은 기념 시를 남기기도 했다. 에드워드 7세 대관식에 사절단이 파견된 것은 1910년 이후 잊혀졌다가, 1994년 4월 11일 이종응의 증손녀 이해남과 남동생 이해석이 오랫동안 집에서 보관해오던 수행 기록을 언론에 공개하면서 알려졌다. 1903년(광무 7) 1월 30일 전선사 제조(典膳司提調)를 겸임시켰다.
1904년(광무 8) 1월 2일 종척집사(宗戚執事)에 임명되고, 이해 4월 12일 공로가 많으니 특별히 훈1등(勳一等)에 서훈(敍勳)하고 태극장(太極章)을 하사받았다. 이해 9월 22일 군부 포공 국장(軍部砲工局長)에 임용하고 주임관(奏任官) 1등에 서임되고, 이해 11월 5일 종척 집사(宗戚執事)에 임명되었다.
1905년(광무 9) 2월 13일 종정원경(宗正院卿)에 임용하고 칙임관 3등에 서임되고, 이해 3월 16일 특파 대사(特派大使)로 임명되어 전승 축하사절단으로 일본국에 다녀왔다. 이해 3월 19일 종실(宗室)의 가까운 친척으로서 명성이 대단히 높으니 특별히 대훈(大勳)에 서훈(敍勳)하고 이화대수장(李花大綏章)을 하사(下賜)받았다. 1905년(광무 9) 5월 25일 고종이 경부 철도 개통식(京釜鐵道開通式) 때에 일본국 히즈야스왕〔博恭王〕이 참석하므로 같이 참석하라 하였다. 이해 7월 24일 적십자회(赤十字會) 초대 총재(總裁)에 임명되었다.

#### 을사 조약 이후의 활동
1906년(고종 43) 7월 12일 대한적십자사 총재(總裁)에서 해임하고 의친왕(義親王) 이강(李堈)으로 대신하였다.
1907년(광무 11) 1월 18일 적십자사(赤十字社) 총재(總裁)의 사무를 임시로 서리(署理)하였고, 이해 1월 21일 특별히 올려 서성 대훈장(瑞星大勳章)을 하사하여, "종실(宗室)을 친애하는 뜻을 보이도록 하라" 하였다. 이해 1월 22일 궁내부 특진관(宮內府特進官)에 임용하고, 모두 칙임관(勅任官) 1등에 서임(敍任)되고, 이해 4월 19일 육군 참장(陸軍參將)에 임용되고, 이해 4월 24일 다시 적십자사 총재(赤十字社總裁)에 임명되었다.
1908년(융희 2) 민간단체인 상공근무사(商工勤務社)의 회장으로 추대되었다. 1908년(융희 2) 7월 23일 철종 장황제 제주 서사관(哲宗章皇帝題主書寫官)에 임명되고, 1909년(융희 3) 1월 5일 7일부터 순종황제가 남쪽 대구, 부산, 마산 등을 순행할 때 호종(扈從)하여 다녀왔다. 대구에서 박중양(朴重陽) 등 관찰사들의 접견 후, 순종을 수행하여 대구, 부산, 마산 등을 순행했다. 이해 8월 27일 황후가 인정전(仁政殿) 동쪽 행각에서 의양군(義陽君)의 부인 정부인(貞夫人) 유씨(柳氏)를 특별히 훈 2등에 서훈하고 서봉장(瑞鳳章)을 하사받았다.
1910년(융희 4) 8월 25일 종1품에 가자되고, 이해 8월 27일 특별히 승서(陞敍)하고 대한제국의 최고 훈장인 금척대수장(金尺大綏章)을 하사받았다. 대한적십자회가 해체됨에 따라 총재직에서 물러났다.

### 일제강점기 활동
이해 음 9월 4일 한일 병합 조약 체결 후 일본으로부터 조선(朝鮮)귀족령(貴族令)에 의거하여 후작(侯爵) 작위와 은사공채 16만 8천원을 받았다. 일본은 이재각에게 특별히 일본군 육군 소장 대우를 하여 제복과 호위무관을 보내주기도 했다. 1911년 7월 20일 종척 집사(宗戚執事)에 임명되고, 이해 8월 10일 덕안궁(德安宮)의 향관(享官)에 임명되었다. 이해 10월 22일 선원전(璿源殿)에 별도로 봉심(奉審)하였다.
1914년 9월 7일 헌종(憲宗)의 탄신일이라고 선원전(璿源殿)에 봉심(奉審)하였고, 이해 11월 16일 영조(英祖)의 탄신일이라고 선원전(璿源殿)에 봉심(奉審)하였다. 1915년 10월 30일 정조(正祖)의 탄신일이라고 선원전(璿源殿)에 봉심하였다. 1916년 9월 6일 문조(文祖)의 탄신일이라고 선원전(璿源殿)에 봉심하였다.
1917년 9월 15일 고종황제 명으로 순조비 순원숙황후(純元肅皇后)의 기신(忌辰) 구갑(舊甲)이라고 인릉(仁陵)에 가서 작헌례(酌獻禮)를 섭행(攝行)하였다. 1919년 1월 22일 수릉 향원(守陵享員)에 임명되고, 종척 집사(宗戚執事)에 임명되었다.
1924년 종3위에 서위되었고, 1926년 순종이 붕어하자 4월 26일 종척 집사(宗戚執事)에 임명되고, 이재곤, 이달용 등과 함께 산릉도감과 빈전도감에 참여하였다. 이해 5월 10일 천릉시 종척 집사(宗戚執事)에 임명되었다.

### 최후
1935년 양 5월 11일 향년 62세로 사망하였다.

### 사후
1960년의 한 보도에 따르면, 일제강점기 동안 이재각 일가는 경성부에서 부유한 생활을 했으나 광복 후 손이 끊어졌다. 서울 삼청동 130번지에는 이재각의 별장이 있었지만 6.25 전쟁 중 파괴되었다.
2002년 발표된 친일파 708인 명단과 2008년 민족문제연구소에서 친일인명사전에 수록하기 위해 정리한 친일인명사전 수록예정자 명단에 선정되었다. 민족문제연구소의 목록에는 그의 후작 작위를 습작 받은 아들 이덕용도 포함되어 있다. 2007년 대한민국 친일반민족행위진상규명위원회가 발표한 친일반민족행위 195인 명단에도 들어 있다.

## 가족 관계
- 조부 : 풍계군 이당(豊溪君 李瑭), 장조의 서장남 은언군(恩彦君)의 차남.
- 생조부 : 이도식(李道植), 선조의 9남 경창군 8대손.
- 아버지 : 완평군 이승응(完平君 李昇應, 1836년 - 1909년), 선조의 9남 경창군 8대손 이도식(李道植)의 아들.
- 어머니 :
  - 형 : 인양군 이재근(仁陽君 李載覲, 1857년 - 1896년)
  - 형 : 이재현(李載現, 1870년 - ?년), 선조의 9남 경창군 생가의 숙부 이낙응(李洛應)에게 출계.
  - 동생 : 예양정 이재규(禮陽正 李載規, 1877년 - ?년)
- 부인 : 정부인 유씨(貞夫人 柳氏,1871년 9월 29일 - ?), 도사 유덕수의 딸
- 부인 : 이름 미상
  - 아들 : 이덕용(李德鎔, 1923년 4월 4일 ~ 1952년 9월 16일)

## 같이 보기
- 이승응
- 이덕용
- 이종응
- 대한적십자사
- 의친왕
- 이지용
- 이준용

## 참고자료
- 친일반민족행위진상규명위원회 (2007년 12월). 〈이재각〉 (PDF). 《2007년도 조사보고서 II - 친일반민족행위결정이유서》. 서울. 327~336쪽쪽. 발간등록번호 11-1560010-0000002-10. [깨진 링크(과거 내용 찾기)]
- 조선왕조실록